# NGC 4104
NGC 4104 est une très vaste galaxie spirale relativement éloignée et située dans la constellation de la Chevelure de Bérénice. NGC 4104 a été découverte par l'astronome germano-britannique William Herschel en 1785.

## Caractéristiques
NGC 4104 présente une large raie HI.

### Distance
Sa vitesse par rapport au fond diffus cosmologique est de 8 735 ± 21 km/s, ce qui correspond à une distance de Hubble de 128,9 ± 9,0 Mpc (∼420 millions d'al).

### Galaxie isolée?
La base de données NASA/IPAC indique NGC 4104 est une galaxie du champ, c'est-à-dire qu'elle n'appartient pas à un amas ou un groupe et qu'elle est donc gravitationnellement isolée, mais elle indique aussi que cette galaxie est le membre le plus brillant d'un amas de galaxies (BrClG). Il y a contradiction entre ces deux renseignements.

## Paire de galaxies?
La distance de Hubble de la galaxie PGC 38387 au sud-ouest de NGC 4104 est égale à 135,6 ± 9,5 Mpc (∼442 millions d'al). Considérant les incertitudes sur ces distances, ces deux galaxies pourraient constituer une paire réelle. On peut d'ailleurs voir sur l'image obtenue des données du relevé SDSS une certaine extension de NGC 4104 vers la galaxie PGC 38387.